# 南營洞
南營洞（：／ Namyeong dong */?）是位於韓國首爾龙山区的一个行政洞，位于龙山区中北部。

## 概况
南营一词来源于在该区域附近有军营存在，加之位于首尔中心城区南部，因此得名。著名的汉江大路贯穿该区域南北。

## 下辖法定洞
- 南營洞
- 葛月洞
- 東子洞
- 龍山洞

## 交通
- 韩国铁道公社
  - 京釜线：首尔站、南營站
- 首尔地铁
  - 首尔地铁1号线：首尔站 (地下)
  - 首尔地铁4号线：首尔站 (地下)、淑大入口站